# Lecitina-colesterol aciltransferase

Fórmula do colesterol. O hidrogênio da hidroxila do colesterol é transferido para a lecitina.

A lecitina-colesterol aciltransferase (LCAT) é uma enzima presente na lipoproteína de alta densidade (HDL) que participa do transporte de colesterol dos tecidos extra-hepáticos para o fígado, o chamado transporte reverso do colesterol. Dessa forma, a ação da LCAT diminui a quantidade de colesterol no sangue e celular livre. Qualquer disfunção dessa enzima pode provocar riscos à saúde que são consequência dos altos índices de colesterol no organismo.  A enzima atua catalisando a reação entre o colesterol e a lecitina, formando ésteres de colesterol.
O fígado e o intestino delgado produzem o HDL (HDL nascente), que possui na sua superfície apolipoproteínas, como a apo A-1, apoC-1 e apoC-2, além de fosfolipídeos, como a lecitina, e a enzima LCAT. A apolipoproteína A-1 é um cofator da LCAT e ativa esta enzima, interagindo com uma proteína do tipo ATP-binding cassete (ABC). Essa interação causa endocitose da apo A-1, junto com o HDL, que captura colesterol da célula. Catalisada pela LCAT, a reação entre lecitina e colesterol forma lisolecitina e um éster de colesterol. Esse éster é ainda mais hidrofóbico que o colesterol e se acumulará dentro da HDL. A HDL, agora com maior quantidade de ésteres de colesterol, é exocitada. A absorção de éster de colesterol pelo HDL nascente, com forma de disco, a transforma em HDL madura, mais esférica. Os ésteres de colesterol voltam para o fígado para serem excretados ou reutilizados.